# Transformator położenia kątowego
Transformator położenia kątowego – mała maszyna elektryczna pokrewna selsynom, której zadaniem jest możliwie najdokładniejsze modelowanie przez ich napięcia wyjściowe trygonometrycznych funkcji kąta obrotu wirnika. 